# Flo Ankah
Flo Ankah es una actriz y cantante francesa, vive en Nueva York desde 2000.

## Biografía
Flo Ankah trabaja en el cine (Cuando ello me encontró), en la televisión (One Life to Live), y en el teatro.
Se desempeña como cantante en los Estados Unidos compartiendo canciones clásicas de Francia, inspirada por Édith Piaf y Charles Aznavour.